# Castell de Castelldefels
El Castell de Castelldefels o Castell de Fels és un castell del municipi de Castelldefels (Baix Llobregat) declarat bé cultural d'interès nacional. S'alça a una altitud de 60 m sobre el nivell del mar i damunt la població a la qual ha donat el nom. Es troba a l'extrem d'una petita serralada, orientada de sud-oest a nord-est, i paral·lela a la línia de costa. Aquesta serra s'uneix al massís del Garraf a través del Puig de l'Olla (426 m) i aquest ho fa a La Morella (593 m), cim culminant del massís. La situació del castell és ben estratègica, dominant el corredor litoral cap a Barcelona i també la línia de costa amb les escomeses per mar que sovint es donaven.

## Descripció

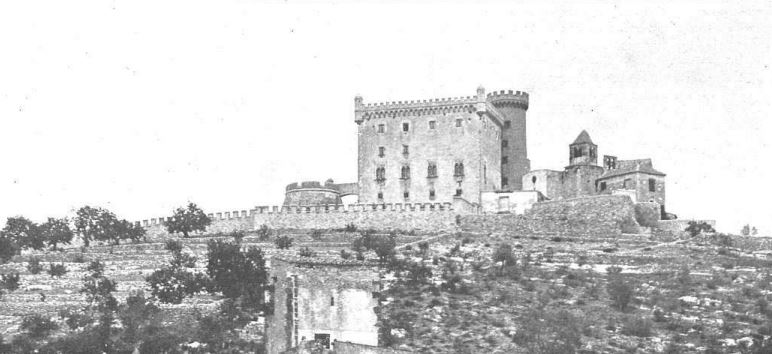
Any 1904

El que avui dia en resta es troba totalment embegut en la reforma feta el 1897 per Manuel Girona. Dalt del turó de Castelldefels s'eleva un conjunt de volumetria complexa, resultat del creixement al llarg dels segles, i consolidat per la restauració del segle xix. El castell pròpiament dit, cúbic de planta baixa i tres pisos, amb una torre cilíndrica, pren amb la restauració un fals aire medieval per la inclusió de matacans trilobats, merlets i torre angular. Les finestres de la planta noble, amb vitralls. L'accés al recinte es realitza per un flanquejat de dues torres de planta quadrada.

### Santa Maria de Castelldefels
Església d'una nau amb transsepte capçat per tres absis semicirculars. Ha sofert diverses restauracions i ampliacions. Conserva les voltes de canó del transsepte i de la nau i al creuer s'aixeca un cimbori i un campanaret de torre amb finestres biforades. La porta, secundària, del tramuntana, és original, però no la principal, a ponent, de tradició renaixentista igual que el cor que hi ha als peus de l'edifici. El braç de migdia del transsepte, allargat al segle xviii, conté pintures del mestre de dibuix de Barcelona, Francesc Rodríguez, i dibuixos d'un presoner de la guerra civil espanyola de 1936-1939.

### Portal de l'església
Entaulament amb fris de tríglifs que suporta un frontó triangular dins el qual hi ha en una cartel·la unes lletres amb el monograma de Jesús IHS i a sobre del frontó hi ha tres escultures, amb els caps i les mans trencats, de bastant bona factura tractant-se d'una obra menor, que representen la Mare de déu, al centre, sobre el vèrtex, Sant Miquel matant el drac, a la dreta de l'espectador, i un altre àngel a l'extrem oposat. L'entaulament reposa sobre columnes toscanes que descansen sobre uns alts podis. La porta és de l'època, clavetejada, i té una bonica argolla picaporta de tradició gòtica. Obra del segle xvi (en una de les mètopes del fris hi ha la data pintada amb pintura fosca, de 1589).

### Torre de guaita
Torre situada davant de l'actual portal d'accés al recinte del castell de Fels, del qual formava part del seu sistema defensiu. És de planta circular i perfil lleugerament troncocònic. No es conserva la part superior de la torre.

## Història

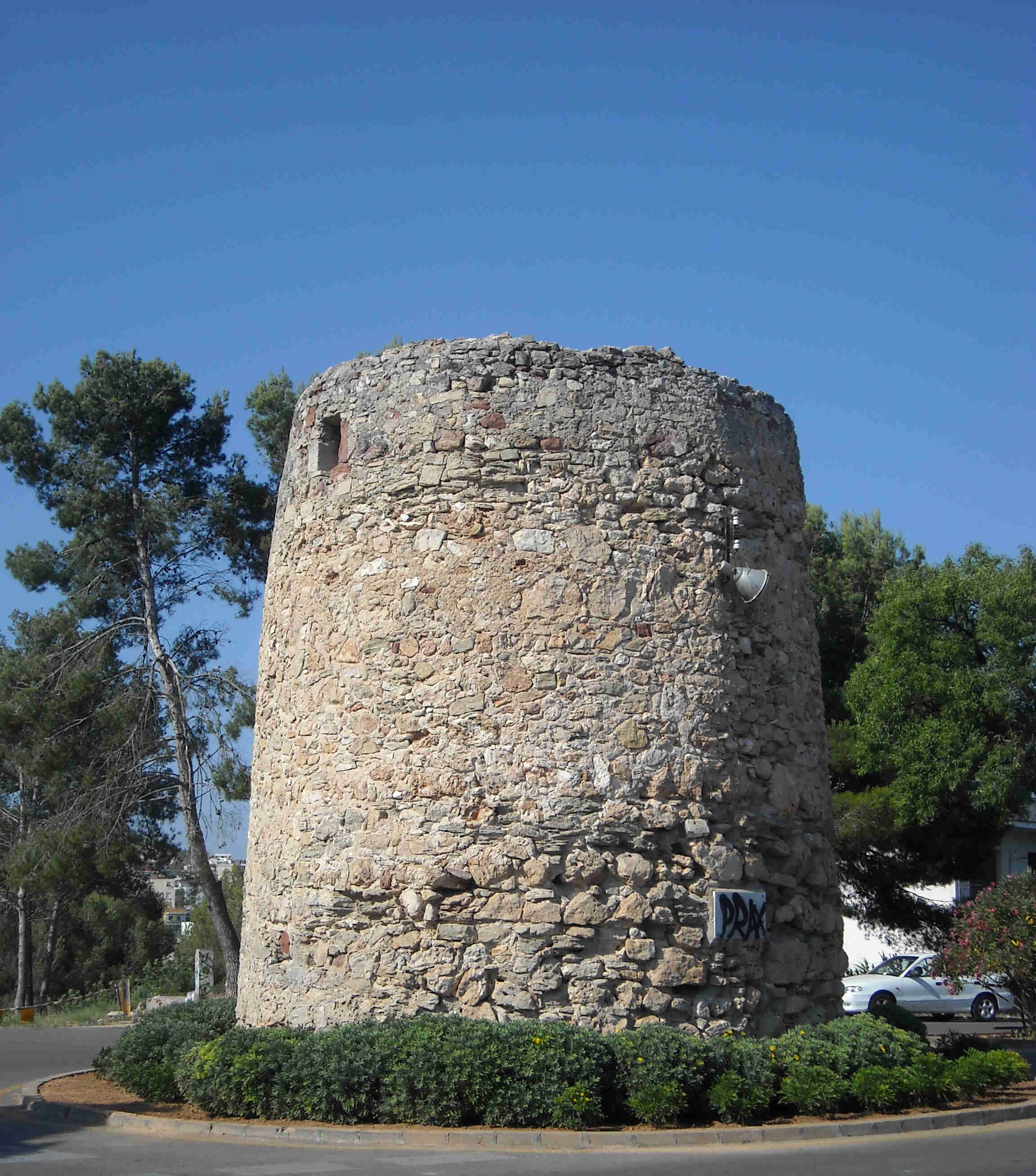
Torre de guaita, en una imatge del setembre de 2011

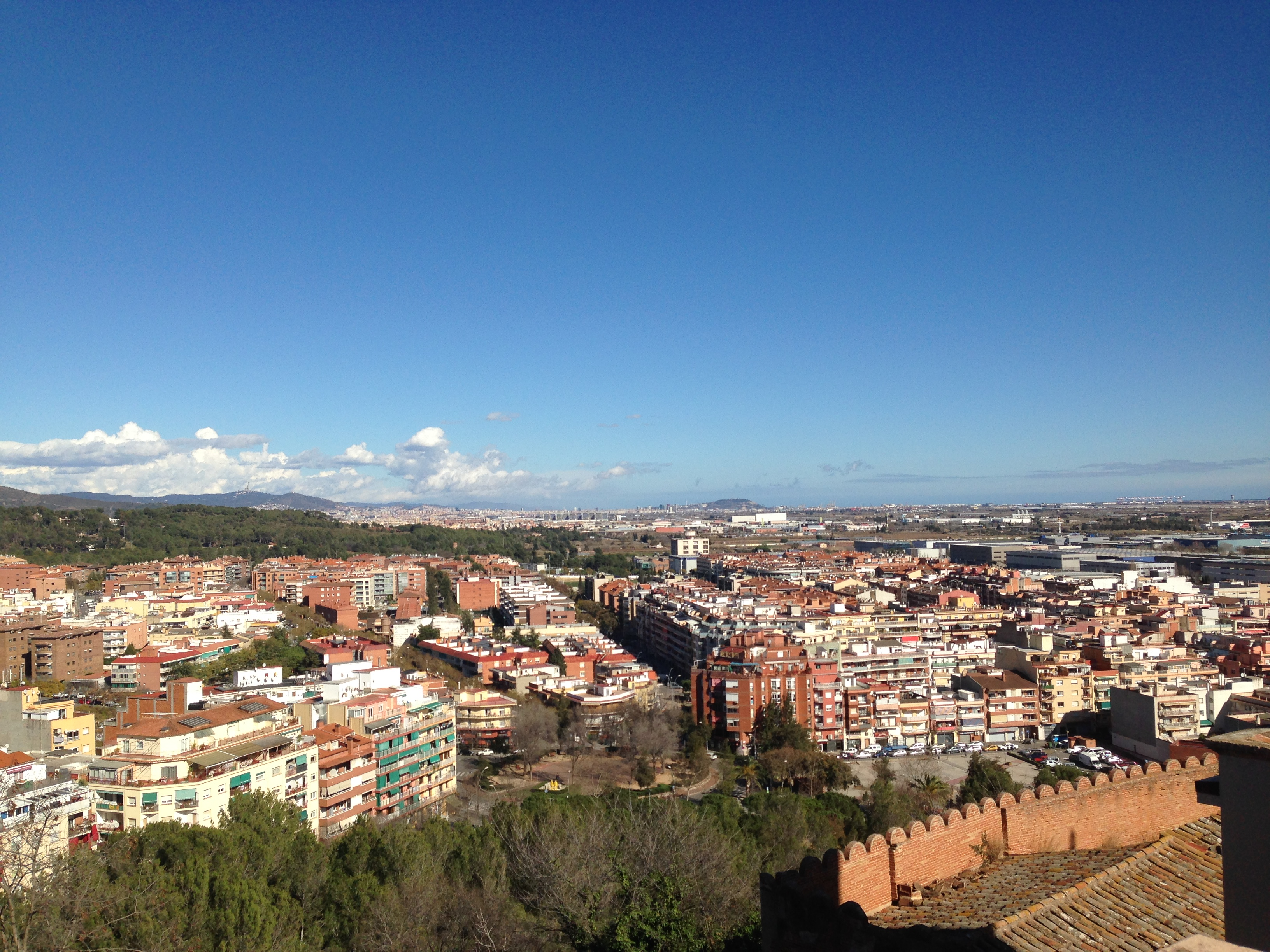
Vista panoràmica de Castelldefels des del Castell de Fels

Els primers documents que ens parlen de l'establiment del castell daten del segle x, concretament l'any 967, quan en el cartulari de Sant Cugat del Vallès s'esmenta el kastrum Felix amb una donació d'Ermengarda a Santa Maria (l'església que hi havia on es construí el castell). Alguns historiadors creuen que el mot Felix prové del nom d'una persona lligada al castell si bé no s'ha trobat cap document que ho testimoniï. Altres consideren que Fèlix prové del concepte llatí — felix=fèrtil — atès que els romans utilitzaven aquest mot per descriure camps o llocs fèrtils. Documents de l'any 972 fan referència al Castrum Feles com a situat en el terme del Castrum Erapruniano, si bé el domini corresponia al monestir de Sant Cugat a través de l'església de Santa Maria abans esmentada (983). L'any 1024 el castell era denominat Chastello de Fels.
L'any 1178, l'abat Guillem de Sant Cugat infeudà el lloc i les seves pertinences a Tició, la seva muller Alamanda, llurs fills i descendents, tal com el monestir ho posseía per donació del comte de Barcelona; el monestir en retenia la tercera part dels plets, la meitat de les defuncions i dues albergues. Els Tició perderen la possessió del lloc en perdre un plet contra l'abat, possessió que l'any 1223 trobem en mans de Berenguer Gerart però que els Tició recuperen com així consta entre el 1309 i el 1314, sempre com a feudataris de Sant Cugat, monestir al qual havia estat confirmada la senyoria per Jaume I el 1234. Per sentència arbitral a causa d'un nou plet, es determinà, l'any 1328, que Castelldefels era casa o quadra però no castell i que havia dins el terme del castell d'Eramprunyà i sota domini alodial de Pere Marc. Els homes de Castelldefels havien d'acudir a sometent convocat pel castell d'Eramprunyà o pel lloc de Castelldefels. Els Tició foren succeïts per Berenguer de Relat el 1340 i el 1427 Gispert de Relat vengué la quadra de Castelldefels a Lluís Marc senyor d'Eramprunyà. En la guerra contra Joan II el castell fou pres dues vegades.
El poble de Castelldefels s'anà engrandint i configurant als peus del seu castell el qual, a finals del segle xv i durant el segle xvi experimentà una transformació arquitectònica important. A l'inventari de 1584 s'esmenten un bon nombre de cambres i una capella particular. També es construïren una sèrie de torres de defensa situades prop de la costa per defensar-se de les incursions dels corsaris barbarescs.
El 1632, Castelldefels, Castell d'Eramprunyà, Gavà, Viladecans, Sant Climent de Llobregat i Begues constituïen una baronia, i l'any 1733 el senyor de la baronia, Francesc Salvador de Bournonville, vengué la meitat del territori als Pérez Moreno per 36.000 lliures. Posteriorment la baronia passà als Foxà o Foixà i als Sarriera, i aquests la vengueren (1897) al banquer Manuel Girona i Agrafel, que inicià les obres de recuperació d'un castell que estava en un estat ben ruïnós. El seu fill Manuel Girona i Vidal tingué cura de continuar l'obra de restauració iniciada pel seu pare, la qual ha permès que avui tinguem un castell en molt bon estat.
Les últimes restauracions són recents. El Castell de Feles o "Castrum Felix"", dins del terme del Castell d'Eramprunyà comptava en el seu recinte amb l'església preromànica i romànica i el monestir benedictí de Santa Maria de Castelldefels (fundat pel Comte Miró I de Barcelona), depenent de Sant Cugat. El banquer Manuel Girona l'adquireix el 1879, i el va fer restaurar des de 1897 per l'arquitecte Enric Sagnier, que opta per un medievalisme de fantasia. Pendent de recondicionament (1987). Santa Maria de Castelldefelsés documentada el 974. Entre 967 i 977 fou unida a Sant Cugat del Vallès. Aleshores era un petit monestir o priorat. Després del 985 la vida monàstica s'extingí i l'església restà reduïda a simple parròquia, funció que continuà fins al 1909, quan la parroquialitat fou traslladada a una nova església bastida pel banquer Manuel Girona, que havia adquirit el Castell defels. Durant la guerra civil de 1936-1939 l'antiga església romànica s'utilitzà com a presó. La torre de guaita fou restaurada el 1979 per la Caixa d'Estalvis de Barcelona.